# Hosszúrét (Liptószentmiklósi járás)
Hosszúrét (szlovákul Dlhá Lúka) Kvacsan településrésze, korábban önálló falu Szlovákiában, a Zsolnai kerületben, a Liptószentmiklósi járásban.

## Fekvése
Liptószentmiklóstól 15 km-re északnyugatra fekszik, a mai Kvacsan délnyugati településrésze.

## Története
1454-ben „Longum Pratum” néven említik először. 1514-ben a Joob és Kheberits családok birtoka, akiknek kisebb kúriáik is voltak a településen. 1571-ben „Dluha Lwka” néven említik. 1715-ben 10 adózó jobbágytelke volt. 1784-ben 25 házában 214 lakos élt.
A 18. század végén Vályi András így ír róla: „HOSSZÚ RÉT. Dluha luka, Lange Vieze. Tót falu Liptó Várm. földes Ura Jób Uraság, lakosai katolikusok, ’s az Uraságnak kastéllyával díszesíttetik, szomorú története vala Khebrich Uraság kastéllyának 1719dik eszt. mert éjjel a’ tolvajok bé törvén, az Uraságot meg támadák, agyon is lőtték, és a’ kintsét el vivék, más drádaságokkal egyetemben; legelője, és földgye közép termékenységű, fája tűzre van.”
1826-ban 26 háza volt 212 lakossal, akik főként mezőgazdaságból éltek.
Fényes Elek 1851-ben kiadott geográfiai szótárában így ír a faluról: „Hosszurét, (v. Dlucha-Luka), tót falu, Liptó vmegyében, 187 kath., 25 evang. lak. 2 kastélya a Klebricz és Jób csal. tartozik; az elsőben nevezetes pénzgyüjtemény vala, de egy éjjel a zsiványoktól kiraboltatott.”
1910-ben 192, túlnyomórészt szlovák lakosa volt. A trianoni diktátumig Liptó vármegye Németlipcsei járásához tartozott.
1960-óta Kvacsan része.

## Külső hivatkozások
- Hosszúrét Szlovákia térképén
- Története (szlovákul)

## Lásd még
- Kvacsan